# Kasteel Vredenburg
De Vredenburg (ook Vredeborch genoemd) was een 16e-eeuws kasteel in de stad Utrecht. Restanten van het kasteel waren nog zichtbaar op de plaats waar het Muziekcentrum Vredenburg stond. Er bevinden zich, sinds het gereedkomen van het Nieuwe Hoog Catharijne, resten van het kasteel Vredenburg op de volgende plekken: in de parkeergarage P5 onder het Entreegebouw, in de Catharijnesingel onder de Stadskamer van Hoog Catharijne en bij de ingang van de fietsenstalling onder het gebouw de Vredenburg. Het huidige plein Vredenburg ontleent zijn naam aan de voormalige burcht.

## Geschiedenis

### Ontwerp en bouw
Landsheer Karel V lijfde in 1528 het kerkelijke sticht Utrecht in als de wereldse heerlijkheid Utrecht. Voor de burgers betekende dit in de praktijk een aantasting van hun vrijheden.
Karel gaf opdracht aan de Mechelse architect Rombout II Keldermans voor het ontwerp van een dwangburcht. De bedoeling was om het gebied beter te kunnen beschermen tegen de hertog van Gelre, de in Utrecht gelegerde soldaten een beter verblijf te bieden, en tevens om de Utrechtse burgerij, die voor een deel Geldersgezind was, in toom te houden. De bouwlocatie heette destijds nog Catharijneveld. Het middeleeuwse johannieterklooster met bijbehorend Catharijnegasthuis werd voor de bouw van de dwangburcht grotendeels afgebroken en het klooster met het gasthuis verhuisde naar elders in de stad.
In 1529 werd met de bouw van het kasteel onder leiding van Rombout II begonnen. Na het overlijden van Rombout II in 1531 nam bouwmeester Laurens II Keldermans deze taak over en in 1532 was de burcht vrijwel klaar. In 1534 werden er twee grote westelijke torens aan het kasteel toegevoegd, waarvan de bouw na de dood van Laurens II in datzelfde jaar onder leiding kwam van Marcelis Keldermans. Deze bouwmeester leidde tevens de grote verbouwing van de kasteelmuren en torens in 1543.

### Belegering van de Vredenburg
Na de Beeldenstorm, die in Utrecht op 24, 25 en 26 augustus 1566 plaatsvond, volgde een roerig decennium van opstanden, vervolgingen en gevechten, dat het begin werd van wat men de Tachtigjarige Oorlog is gaan noemen. Ten slotte besloten de Staten-Generaal van de Nederlanden bij de Pacificatie van Gent op 8 november 1576 samen te werken om de regeringstroepen te verdrijven. De Spaanse bevelhebber van het koninklijke garnizoen van de Vredenburg, Francesco Fernando d'Avila, maakte zich op voor een belegering van het kasteel door de opstandelingen, en richtte de kanonnen van het kasteel op de stad. De tegenpartij plaatste haar geschut op hoge gebouwen in de omgeving van het kasteel, zoals het huis Oudaen en de toren van de Jacobikerk. In december begon de belegering en brandde de strijd los. Na onderhandelingen met stadhouder Maximiliaan van Hénin-Liétard vertrok het regeringsgarnizoen op 11 februari 1577.

### Sloop
De Utrechters vreesden dat de Vredenburg weer bezet zou worden en wilden dat het kasteel gesloopt werd, maar dit was tegen de wens van de Staten van Utrecht. Op 2 mei besloot de bevolking het kasteel zelf te slopen. Volgens de overlevering trok een grote groep vrouwen onder leiding van Trijn van Leemput op naar het kasteel en gaf Trijn het sein tot slopen door de eerste stenen los te wrikken. Op de Zandbrug in het centrum van Utrecht staat sinds 1995 een standbeeld van Trijn, met houweel in de hand.
De Vredenburg was een van vele stedelijke burchten in de Nederlanden die dit lot ondergingen in de jaren 1576-1577; in Gent werd het Spanjaardenkasteel op 10 november 1576 ingenomen en vervolgens afgebroken, in Antwerpen begon de ontmanteling van de citadel in augustus 1577. Dergelijke dwangburchten waren het symbool van vreemde onderdrukking en moesten verdwijnen om de stedelingen het gevoel van vrijheid terug te geven.
Het duurde nog tot 1581 tot het kasteel grotendeels gesloopt was. Met het puin werd de slotgracht gedempt. De lege plek waar het kasteel had gestaan werd het huidige plein Vredenburg. De twee westelijke bastions bleven echter staan: het noordwestelijke bolwerk werd pas in 1868 afgebroken en in 1882 volgde het grootste gedeelte van het zuidwestelijke  bolwerk, ook wel 'Spanjaardsgat' genoemd. Een klein gedeelte van het Spanjaardsgat stond er nog tot 1919.

### Opgraving
In 1976 en 1978 werden de funderingen van het kasteel tijdens opgravingen blootgelegd. Een deel van de fundamenten is nog bewaard gebleven onder het Muziekcentrum Vredenburg. Op 16 augustus 2007 werd wederom een groot deel van het fundament blootgelegd. De fundamenten van het kasteel zijn hierbij goed zichtbaar gemaakt en liggen slechts enkele centimeters onder het huidige straatniveau. Volgens het plan van de gemeente Utrecht wordt een deel van het bastion aan de noordoostkant en tevens de oostmuur in het nieuw te bouwen muziekpaleis ingepast. Deze delen zullen dan ook zichtbaar blijven.

## Afbeeldingen

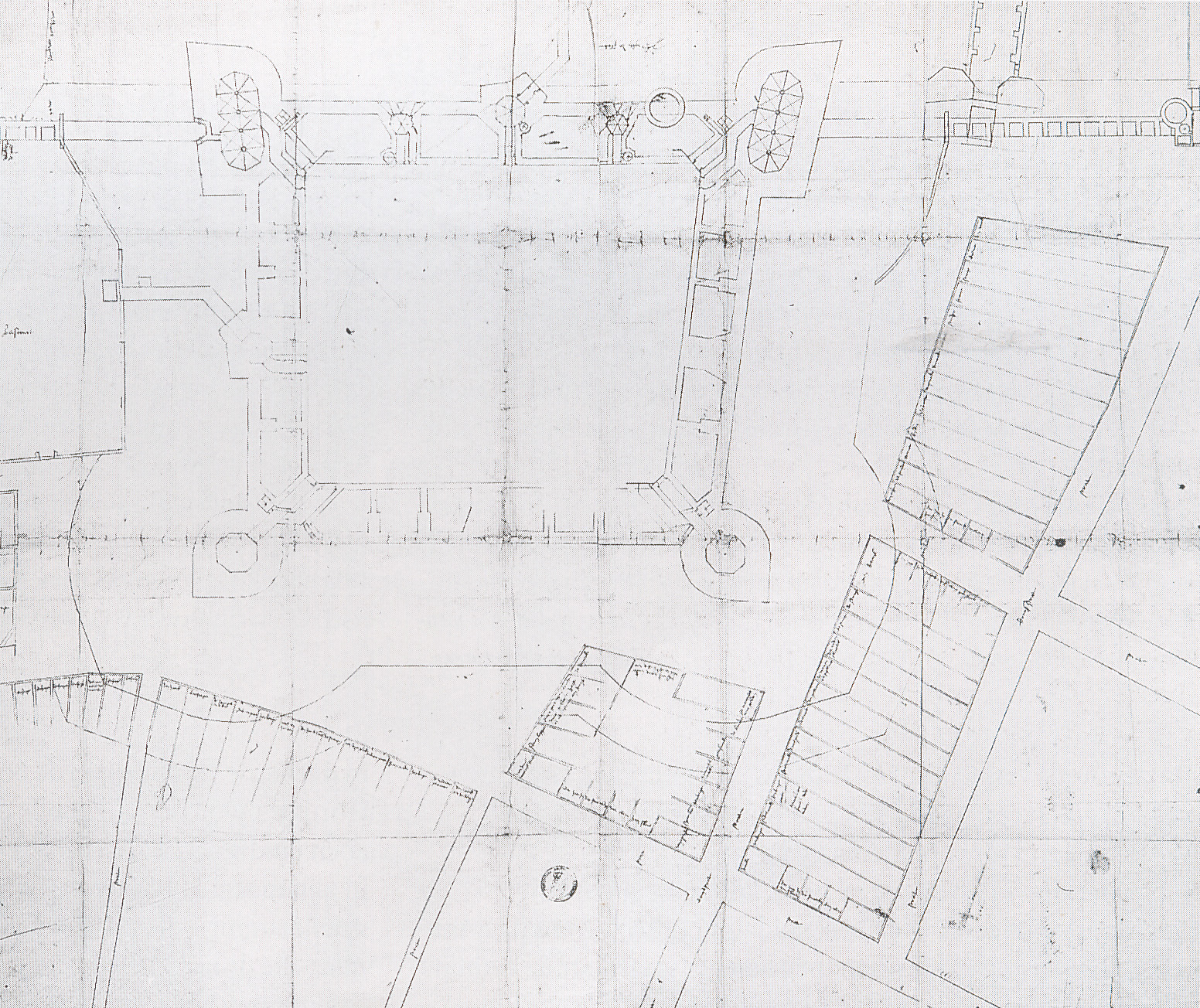
Ontwerptekening uit 1529 van Rombout II Keldermans voor kasteel Vredenburg
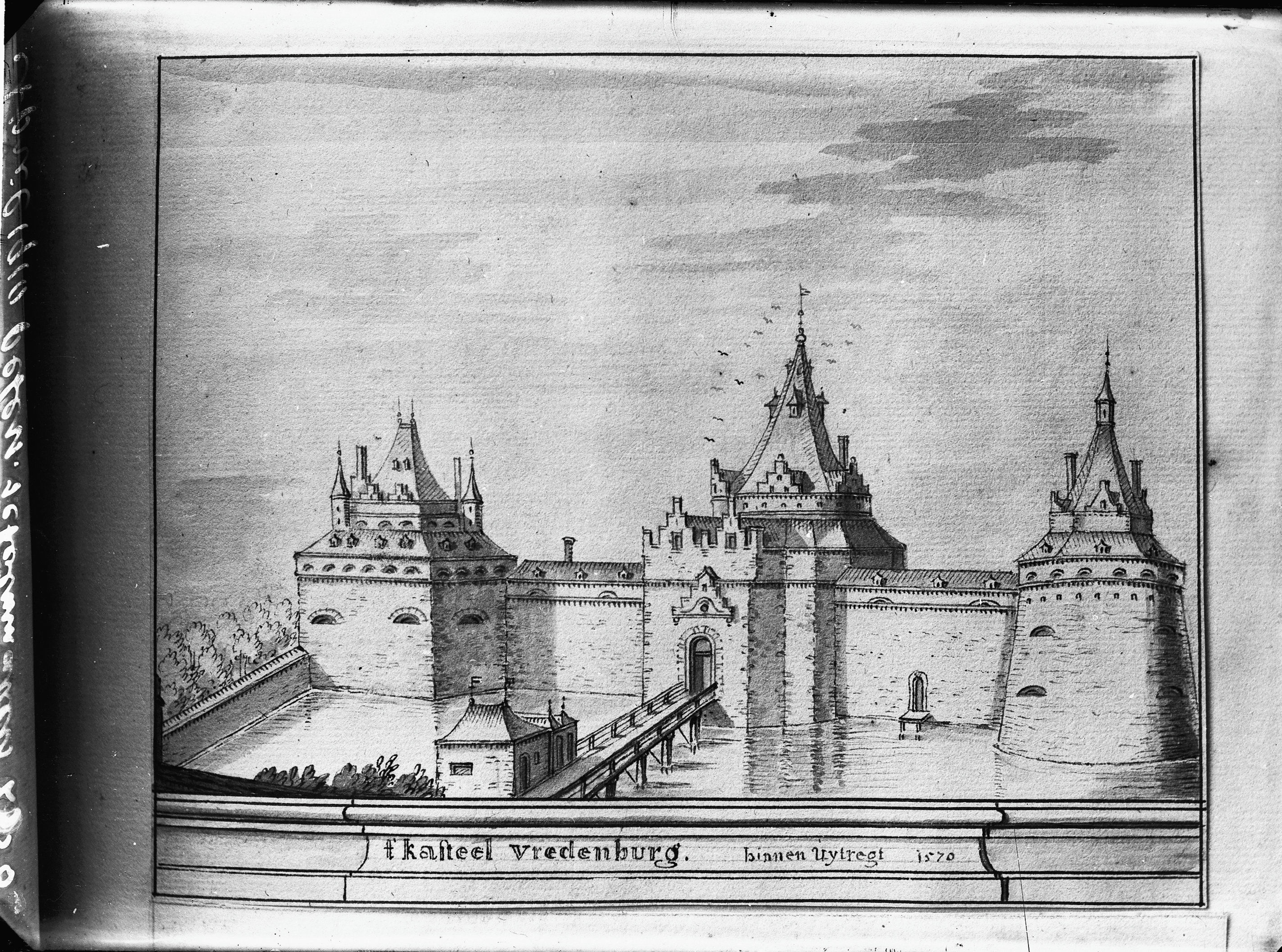
Tekening 1570
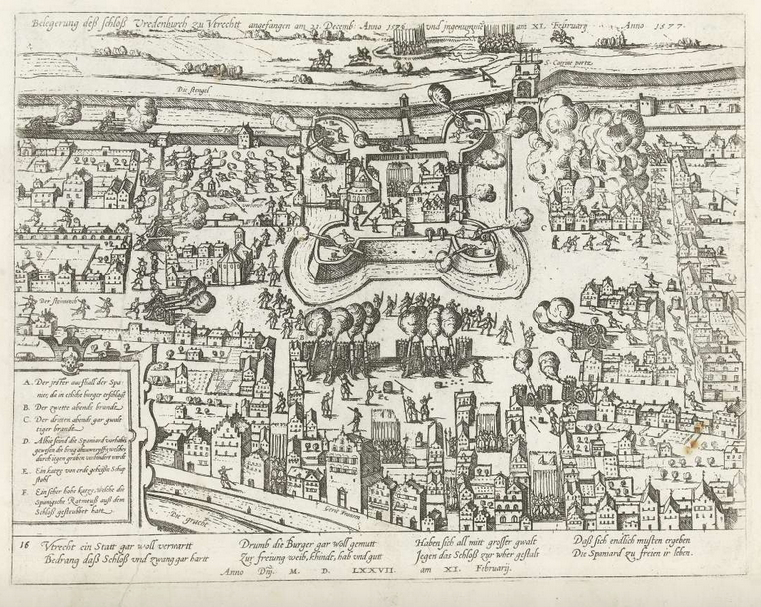
Beleg van Vredenburg
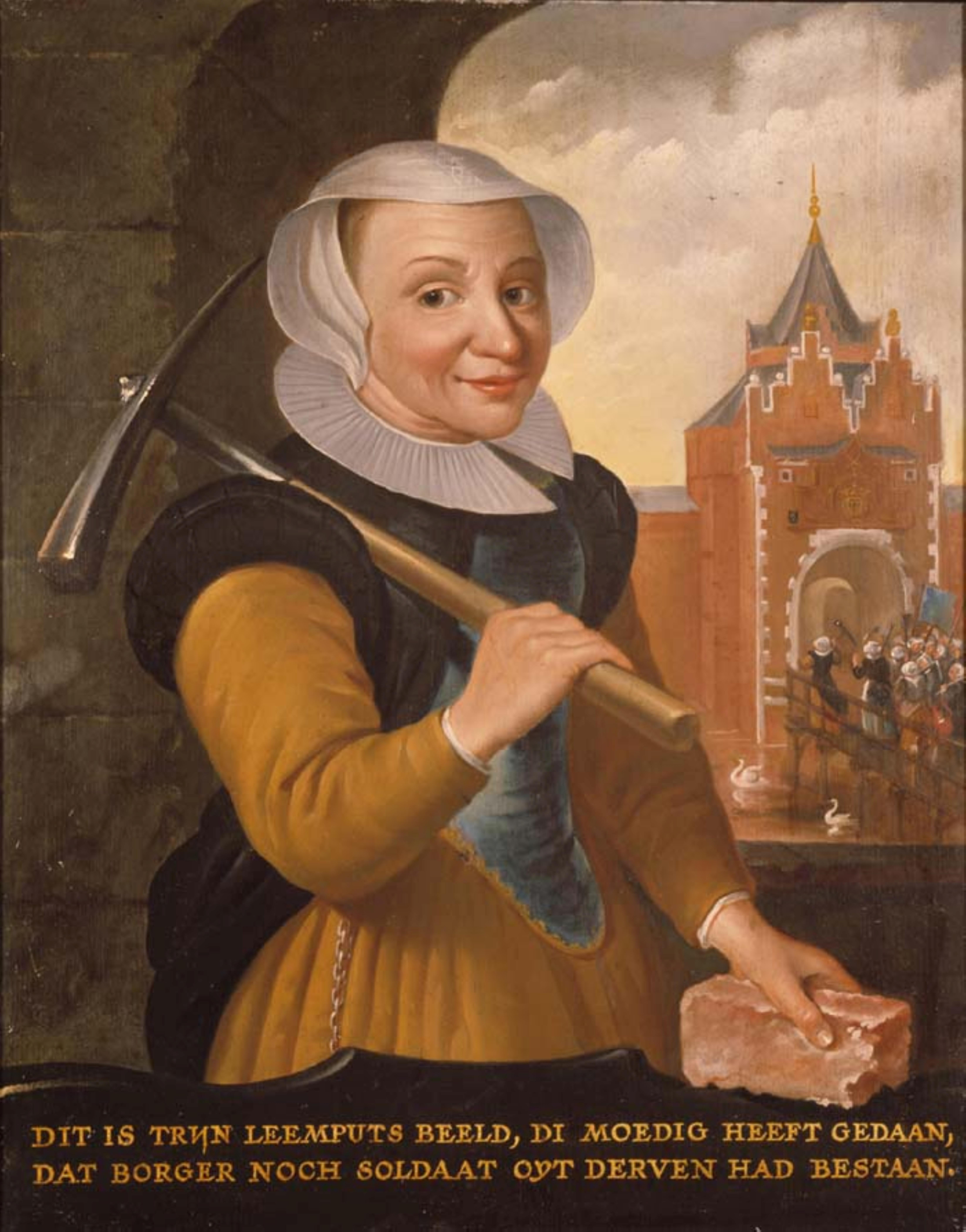
Trijn van Leemput met in de achtergrond Kasteel Vredenburg
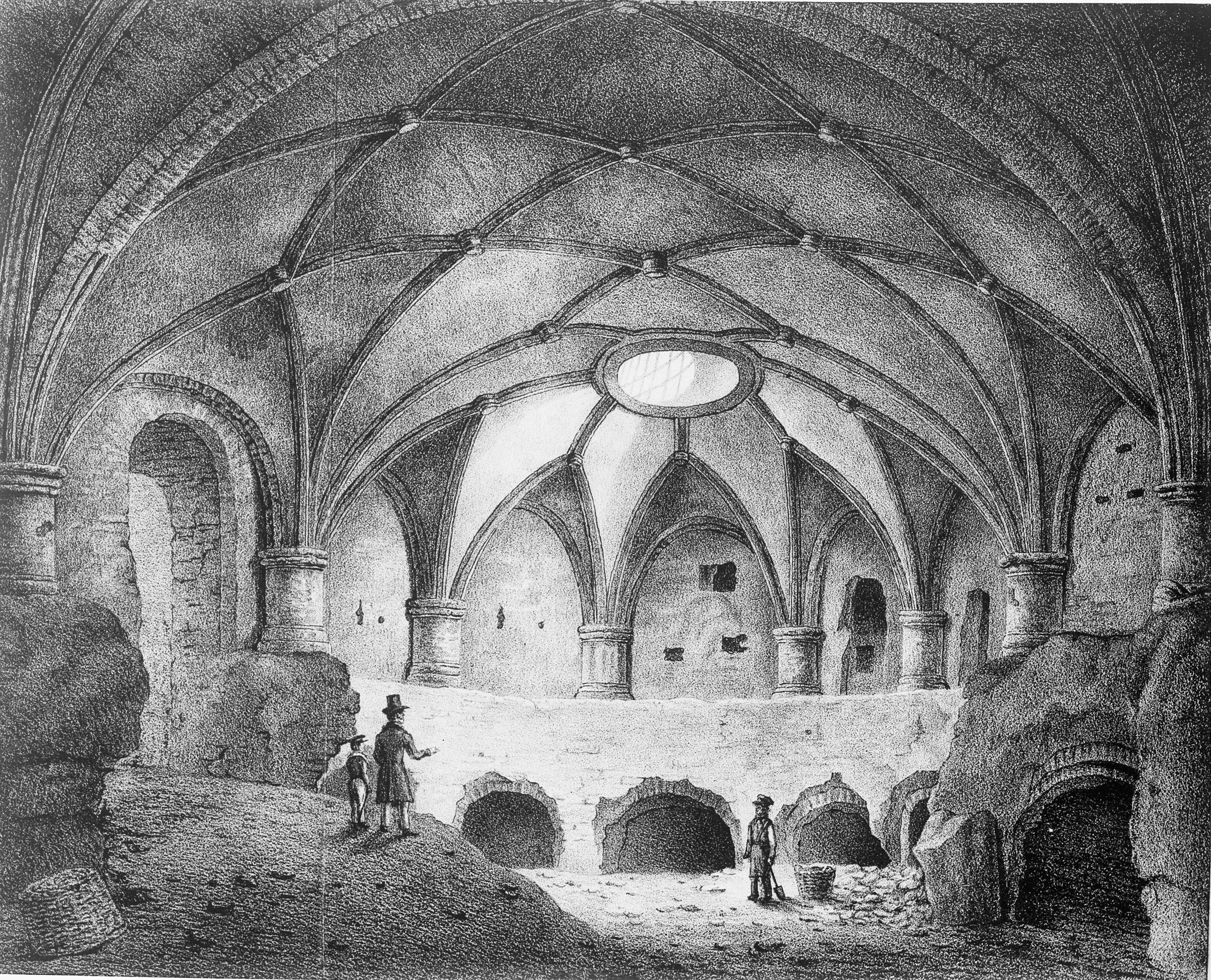
Gewelf onder zuidelijk bolwerk, litho 1837
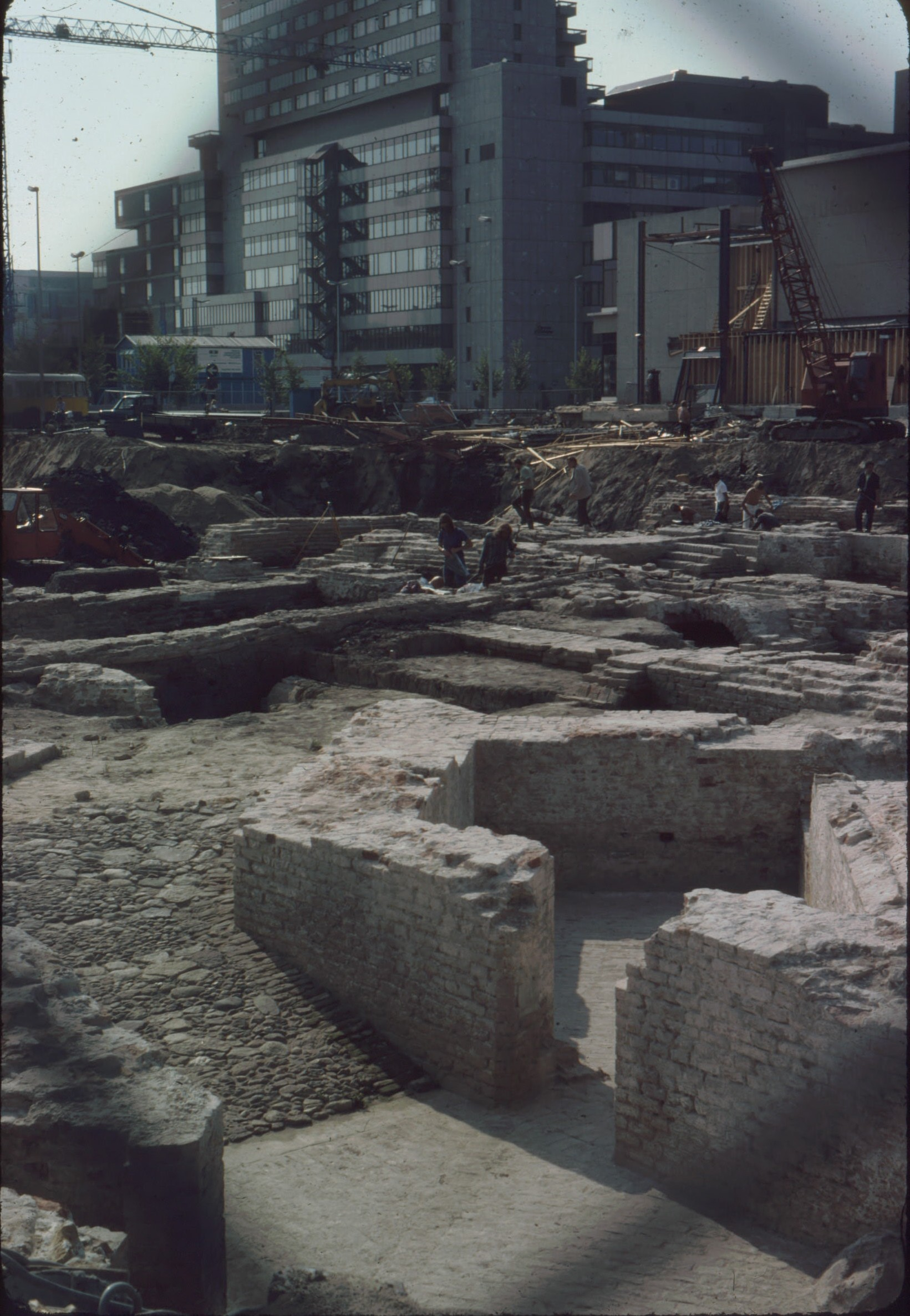
De fundamenten van Kasteel Vredenburg in 1976
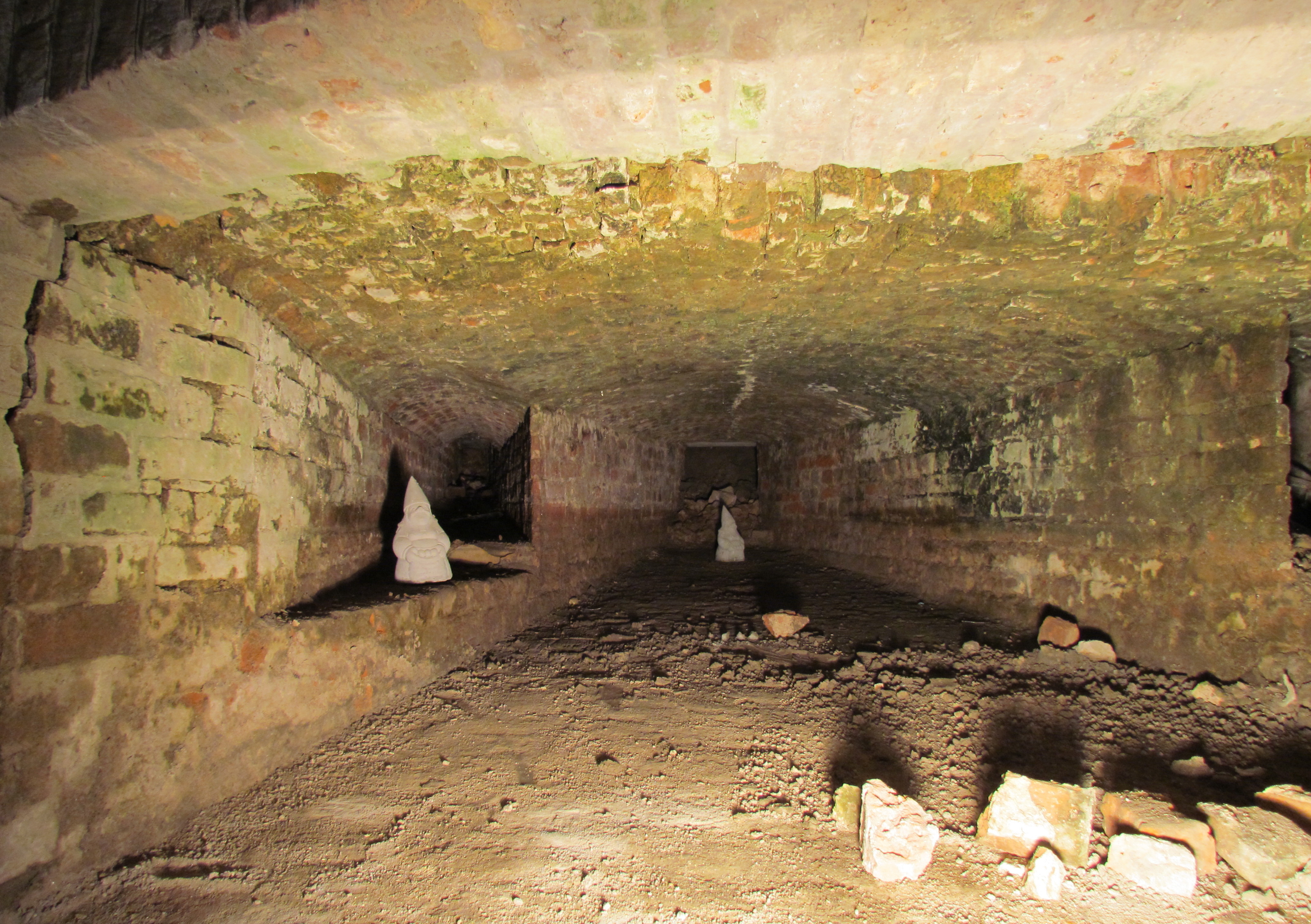
Schietgaten van het kasteel (2011)
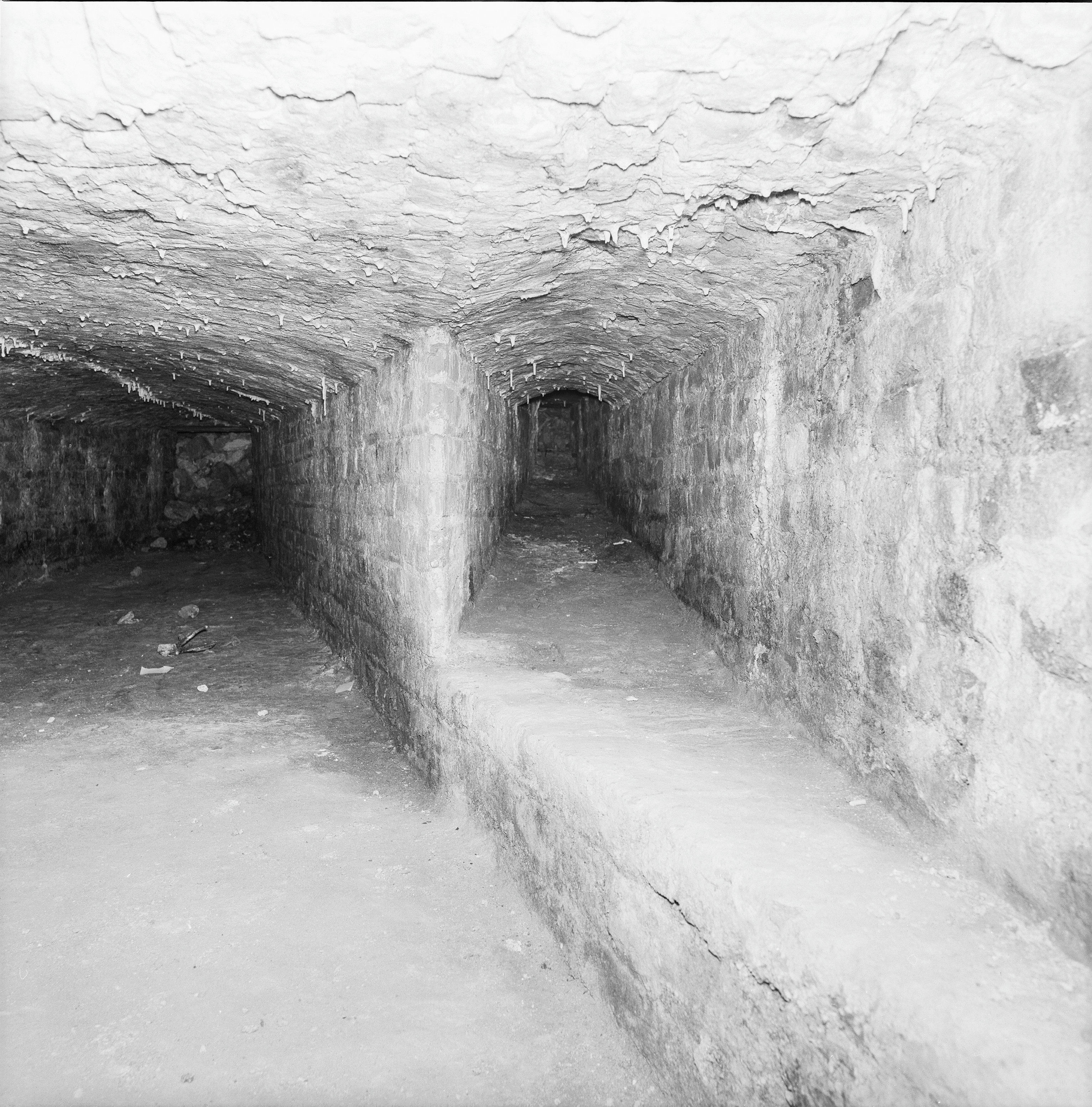
Foto 10
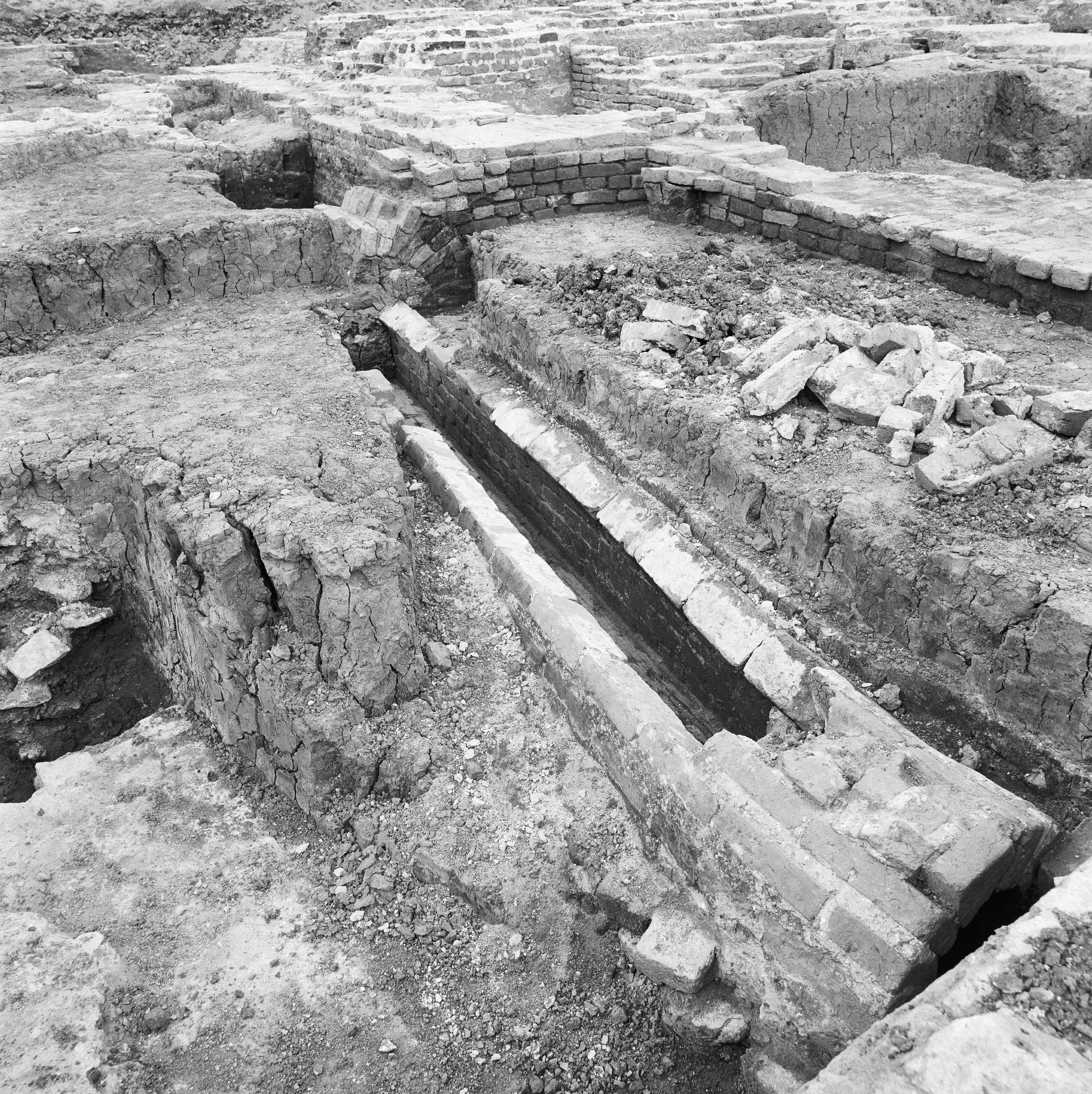
Foto 13
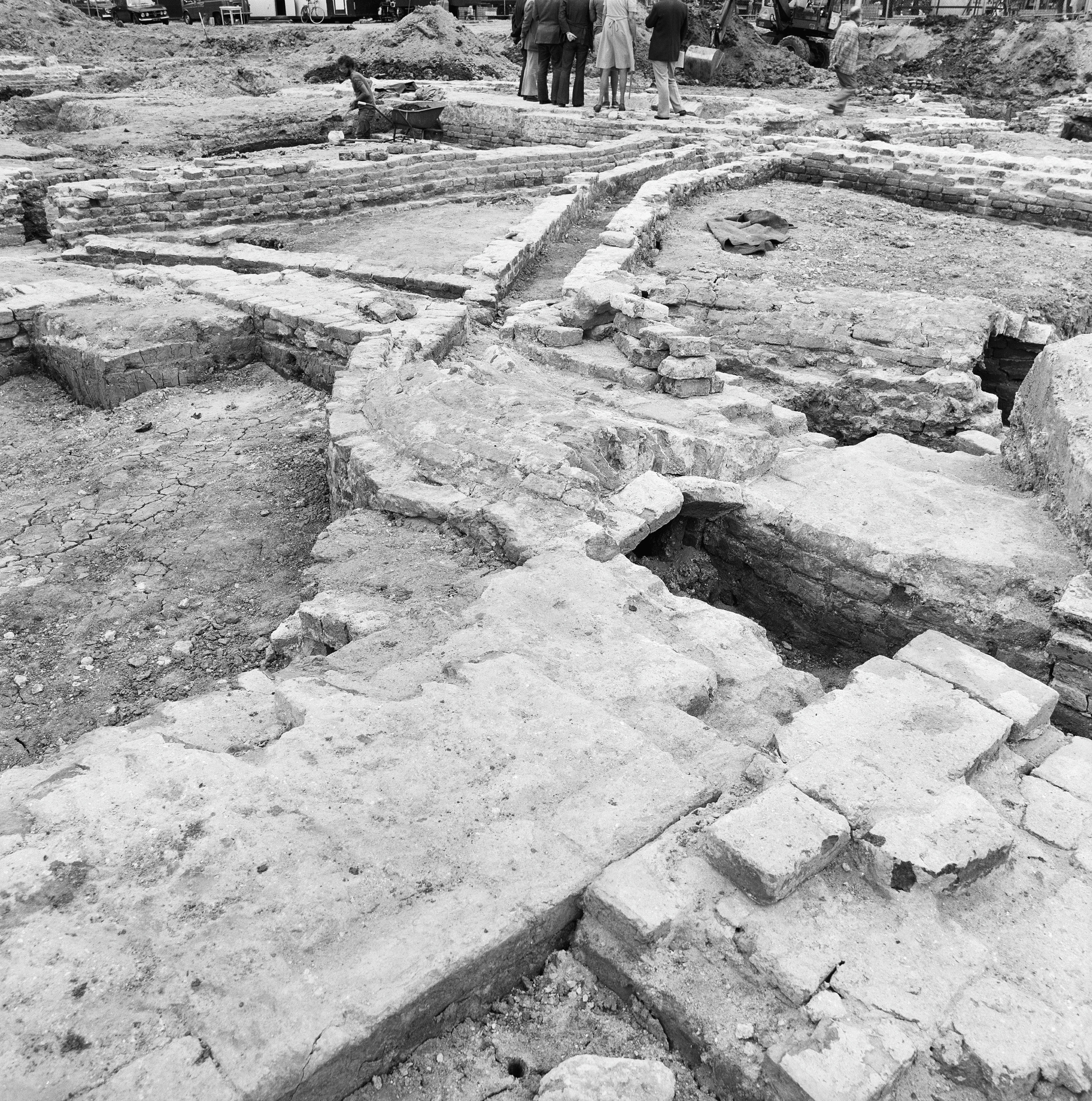
Foto 45
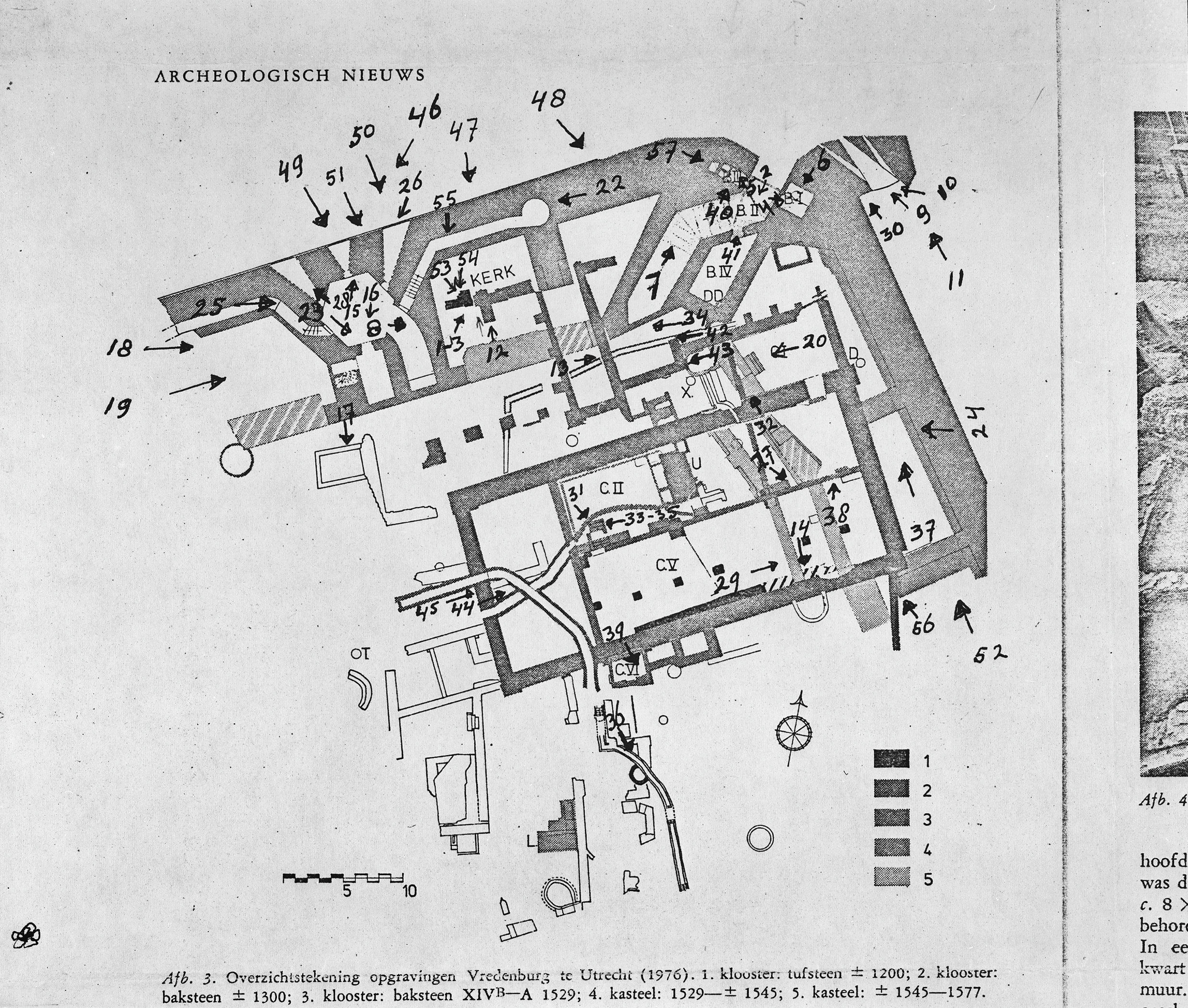
Kaart van de opgravingen met plaats van de foto's

## Varia
- Schrijfster Thea Beckman schreef in 1988 een jeugdroman over het einde van het kasteel met de titel De val van de Vredeborch[2].